# Сражение за Хельсинки (1918)
Сражение за Хельсинки — сражение гражданской войны в Финляндии, произошедшее на территории Хельсинки с 12 по 13 апреля 1918 года между немецкими войсками и шюцкоровцами с одной стороны, и Красной гвардией — с другой. Несмотря на сопротивление лидера финской Белой армии Карла Густава Эмиля Маннергейма, который хотел сам со своими войсками после падения Тампере 6 апреля атаковать Хельсинки, который с начала гражданской войны находился под контролем красных, немцы всё равно вторглись туда, чтобы как можно быстрее захватить его, а затем продвинуться дальше на восток, к границе с Россией. Сражение стало одним из трёх крупнейших городских сражений гражданской войны в Финляндии.
3 апреля Остзейская дивизия высадилась в Финляндии и через восемь дней вошла в Большой Хельсинки. Обороняющиеся города красные не имели оборонительных линий и баррикад, поэтому они вели бои внутри зданий и кварталов, которые немцам затем приходилось брать один за другим. Несмотря на постоянные перестрелки, жители Хельсинки продолжали жить обычной жизнью; магазины и рестораны были открыты, а общественный транспорт и заводы всё ещё работали. Во время боевых действий, любопытные зрители подходили к солдатам так близко, что немцам приходилось приказать им отойти назад. Сторонники белых считали немцев освободителями, поэтому они вручали им цветы, а также чай, кофе и закуски.
В ходе боевых действий погибло около 500 человек, в число которых входят около 400 красногвардейцев, погибших во время битвы или казнённых после капитуляции, 54 немца и 23 шюцкоровцев. Число казнённых красных точно неизвестно, но оценивается от 20 до 50. После сражения было арестовано от 4000 до 6000 членов или сторонников Красной гвардии.

## Подготовка
11 апреля Остзейская дивизия с численностью 6000 человек, включая два пехотных полка, один егерский батальон, артиллерийскую батарею и часть вспомогательных войск атаковали территорию Хельсинки. Императорский флот Германии высадил 400 морских пехотинцев Зеебатайлона в районе Катаянокка, где они вошли в центр города и присоединились к Остзейской дивизии. Немцам оказали помощь 2000 белогвардейцев Хельсинки. Однако они никакой важной роли не сыграли, поскольку вступили в бой позже.
Части Красной гвардии, оборонявшие Хельсинки, в основном состояли из неопытных резервов, а основные боевые силы находились на Тавастийском фронте. Их возглавили Эдвард Нюквист, который занимал должность начальника городской милиции, и промышленный рабочий Фредрик Эдвард Йоханссон, поскольку 8 апреля генеральный штаб Красной гвардии и революционное правительство покинули Хельсинки и сбежали в город Выборг, который тогда входил в состав Финляндии. Несмотря на то, что в городе всё ещё находились большевики, они не оказали никакой помощи финским красногвардейцам из-за Брест-Литовского договора, подписанному между Советской Россией и Центральными державами.

## Бои за пределами Хельсинки
3 апреля Остзейская дивизия высадилась в Ханко, в 120 км к западу от Хельсинки, и двинулась на восток. Через три дня в городе Карьяа произошёл первый бой между немецкими войсками и красногвардейцами. В итоге немцы потеряли девять человек, но захватили этот важный железнодорожный узел, а затем заблокировали Хельсинки Прибрежной железной дорогой и шоссе Турку—Хельсинки. После небольших стычек в Лохье и Киркконумми, немцы наконец вышли на передний план построенной русскими крепости Свеаборга, системы укреплений вокруг Хельсинки в деревне Леппяваара в Эспоо, в 10 км к западу от Хельсинки. 11 апреля начались бои за Леппявааре. Красные, после того как немцы атаковали их оборонительные посты, были вынуждены отступить, в результате чего у немцев появилась открытая дорога к пригородам Хельсинки. Потери Красной гвардии составили 13 человек, тогда как у немцев в бою погибло только двое.
На следующее утро генерал Рюдигер фон дер Гольц приказал группе из 500 человек атаковать Тиккурила в 16 км к северу от Хельсинки, чтобы перерезать железную дорогу Хельсинки—Рийхимяки и закрыть путь из города. Немцы вступили в бой с местными красногвардейцами, которые оборонялись из своих домов и дворов при частичной поддержке бронепоезда. В 17:00 Остзейская дивизия, наконец, захватила железнодорожную станцию Тиккурила и вскоре вошла на железнодорожную станцию Малми, в 3 км к югу от Тиккурила. Плохо экипированные красногвардейцы в ходе боёв в Тиккуриле потеряли не менее 25 человек, а по некоторым данным даже 100, в то время как немцы потеряли всего двоих.

## Ход сражения

### Бои в пригороде
Рано утром 12 апреля войска Остзейской дивизии вошли в северные пригороды Пикку-Хуопалахти и Мейлахти. Они двинулись к центру города по шоссе Турку, которое сегодня известно как Маннерхейминтие, главный проспект Хельсинки. Первые бои произошли около 6 утра на скалистых холмах Тилкка, которые немцы взяли через три часа. Следующая линия обороны была всего в полукилометре впереди. Когда немцы прорвали вторую линию около 10 часов утра, красногвардейцы атаковали их левый фланг в районе Пасила. После двухчасового боя, немцы вынудили красных отступить и захватили железнодорожную станцию Пасила, расположенную в трёх километрах севернее железнодорожного узела Хельсинки-Центральный, и у них, наконец-то, появилась возможность войти в город.

### Бои за Хельсинки

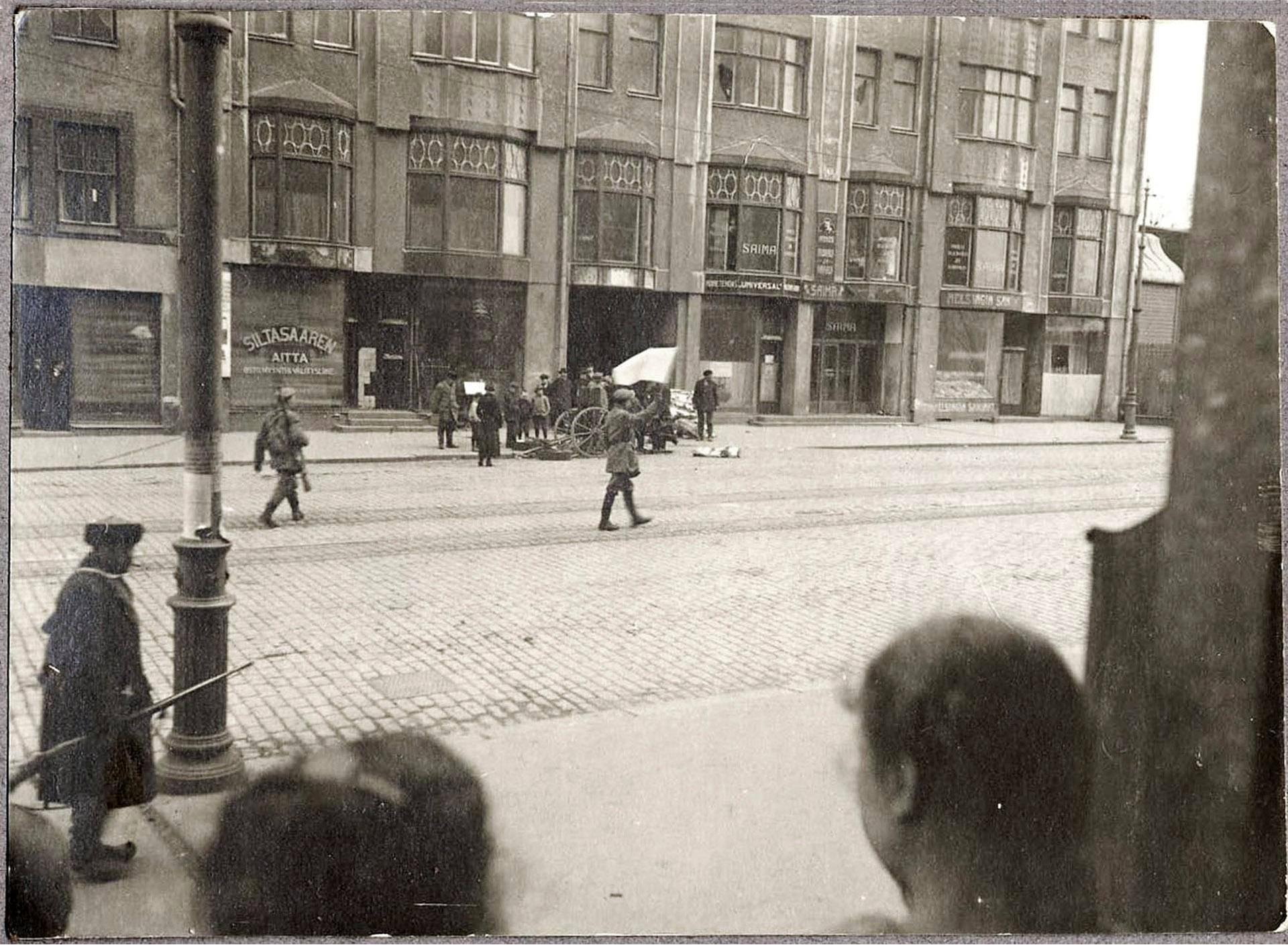
Красногвардеец в Силтасаари размахивает белым флагом

В 13:30 немцы достигли района Тёёлё. Когда красным удалось остановить их, немецкий полковник Ганс фон Чиршки унд Бёгендорф сформировал два отряда; одно подразделение продолжило наступление вдоль Маннерхейминтие, а другое уклонилось через район Хиеталахти в южную часть города. В это же время со стороны Пасилы по железной дороге в город вошёл третий отряд. Около 16:00 возле Национального музея немцы попали под шквальный огонь. Стрельба велась со стороны гарнизона Турку, который располагался недалеко от нынешнего здания Ласипалаци. Немцам пришлось обойти гарнизон Турку с запада по улице Фредрикинкату района Камппи. Позже гарнизон был захвачен.
В 17:30 немцы достигли территории Эроттая, где захватили Шведский театр, используя капитулировавших красных в качестве живого щита. Другой известный случай, когда немцы использовали 300 капитулировавших красных как живой щит, произошёл позже в тот же вечер, когда они маршировали по мосту Питкясилта. По словам немецкого офицера, опрошенного финским журналистом, они научились этому методу у британцев. В это время также шли ожесточённые бои на железнодорожном вокзале Хельсинки, а также в близлежащем районе Клууви. Отряд морской пехоты Германии высадился в Катаянокке в 19:00 и вскоре вошёл в район Круунунхака.
На следующее утро немцы атаковали штаб Красной гвардии у здания Смольной в районе Каартинкаупунки, в результате чего в 7 часов утра 400—500 красных капитулировали. Последние бои красные теперь вели в северных рабочих районах Каллио и Хаканиеми, куда велся сильный артиллерийский огонь. Среди других зданий серьёзно пострадал работный дом. Наконец, в 14:00 на башне церкви Каллио красногвардейцами был поднят белый флаг, что означало окончание боевых действий.

## Последствия

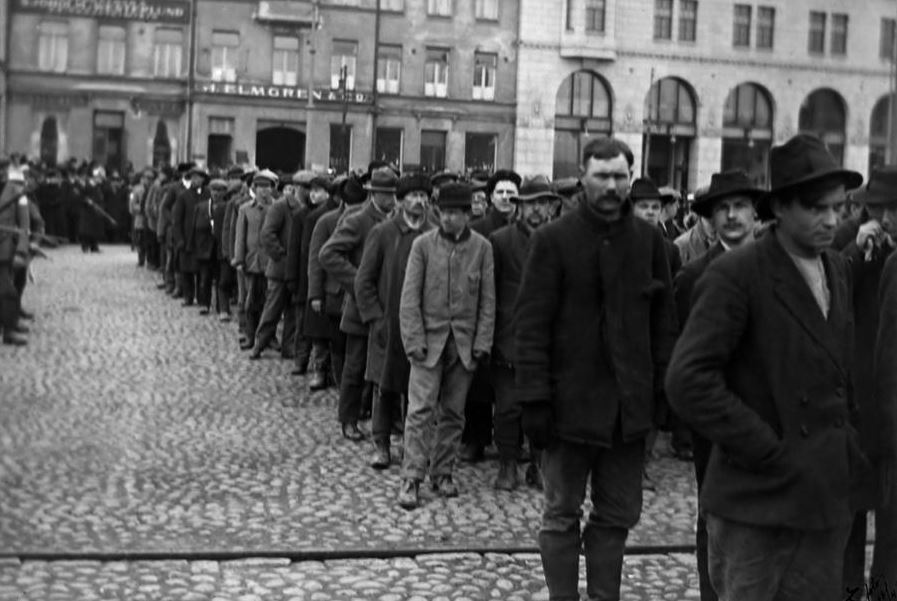
Пленные красногвардейцы

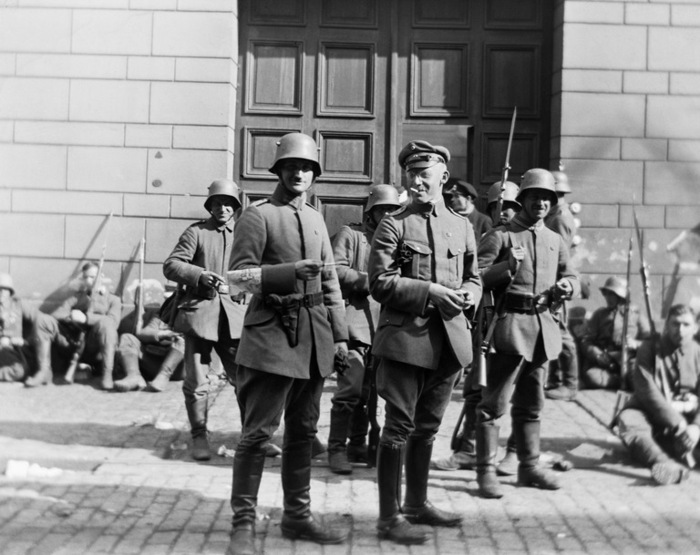
Офицеры Остзейской дивизии перед зданием Смольной после взятия их войсками штаба Красной гвардии в Хельсинки

После потери Хельсинки, Красное командование обороны перебралось в Рийхимяки, где его возглавил конгрессмен Эфраим Кронквист. 15 апреля немецкие войска атаковали Хельсинки с севера и спустя четыре дня захватили Клауккалу, продолжая путь оттуда до Хямеэнлинны. В то же время немецкий отряд «Бранденштейн» из Ловийсе отправился в Лахти, где также оказались бежавшие красные из района Хельсинки. Рюдигер фон дер Гольц стал официальным представителем Германии в Финляндии, а Хельсинки и Финляндия оставались под немецкой оккупацией до отречение кайзера Вильгельма II от престола и окончания Первой мировой войны.
После сражения 4000-6000 сторонников Красной гвардии были арестованы и переведены в лагерь для военнопленных Хельсинки на островах Суоменлинна. Более 10 000 красных и их семьи покинули Хельсинки. Большинство из них были взяты в плен после боёв за Лахти. Из за того, что немцы не позволили убивать военнопленных, в Хельсинки не произошли массовые казни в отличие от городах Выборг и Тампере. Однако летом 1918 года в Хельсинкском лагере для военнопленных в результате казней, голода и болезней умерло более 1400 красногвардейцев.
Немецкий командующий Рюдигер фон дер Гольц решил провести парад победы 14 апреля, на следующий день после окончания сражения. Парад состоялся на Сенатской площади, где фон дер Гольца встретили мэр города Йоханнес фон Хаартман и губернатор Бруно Джаландер. Во время парада по городу все ещё велась стрельба со стороны боевиков-красногвардейцев. Немецкий флот также подвергался обстрелу со стороны различных русских кораблей, в результате чего даже адмирал Хьюго Мёрер был вынужден повернуть назад своего катера и не смог принять участие в параде.

## Память
Немцы и шюцкоровцы, погибшие в ходе боевых действий, были похоронены на кладбище Старой церкви Хельсинки. Немецкий мемориал был спроектирован финскими скульпторами Гуннаром Финне и Й. С. Сиреном, а Белый мемориал Элиасом Илккой и Эриком Бриггманом. Красных похоронили на кладбище Мальми. Их мемориал был спроектирован скульптором Тайсто Мартискайненом и установлен в парке Эляйнтарха, хотя его открыли только в 1970 году. Им также были посвящены стихи финских поэтов, таких как Майю Лассилы, Элмера Диктониуса и Эльви Синерво.